# رأس نواذيبو
رأس نواذيبو هي شبه جزيرة يبلغ طولها قرابة 60 كليومتر وتقع على الساحل الغربي لقارة أفريقيا على المحيط الأطلسي. شبه الجزيرة منقسمة إلى جزء تابع لموريتانيا والآخر للمملكة المغربية وكانت في ما سبق مستعمرة إسبانية. يعرف رأس نواذيبو دوليا برأس الأبيض (بالإسبانية: Cabo Blanco) (بالفرنسية: Cap Blac).
في القرنين الرابع والخامس عشر بدأت إسبانيا تهتم في السواحل الغربية لإفريقيا أو ما يعرف اليوم بالصحراء الغربية نتيجة لنشاط الصيد البحري الذي يمكن للصياديين الإسبانيين القيام به من جزر الكناري ويعتبر رأس نواذيبو المنطقة الوحيدة في إفريقيا وعلى المحيط الأطلسي التي تضم مستعمرة لفقمة الراهب المهددة بالانقراض.

## الموقع

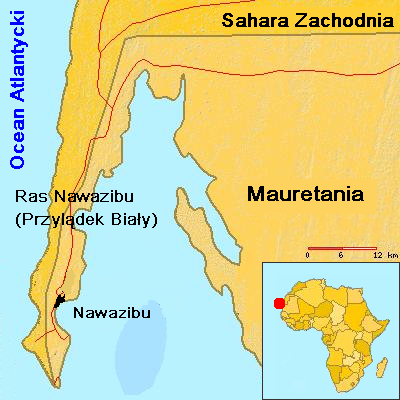
خريطة لرأس نواذيبو

تنقسم شبه جزيرة نواذيبو والتي هي عبارة عن لسان أرضي رقيق ممتد إلى المحيط إلى قسم غربي تابع للمغرب حيث تقع مدينة الكويرة المهجورة وقسم شرقي تابع لموريتانيا حيث مدينة نواذيبو والتي كانت في السابق تعرف ببورت ايتيان (Port Etienne).

## التاريخ
لقد كان البرتغاليون أول الواصلين إلى ما سموه الرأس الأبيض في عام 1441. أيضا أبدى الصيادون الإسبان اهتمامًا لشبه الجزيرة وذلك بسبب نشاطهم البحري المتمثل في صيد الأسماك والفقمات من جزر الكناري (مستعمرات إسبانية) والذي امتد من مدينة الداخلة الواقعة في الصحراء المغربية إلى رأس نواذيبو ابتداء من 1500 و حتى الآن. إضافة إلى ذلك شمل نشاط الإسبان البحري صيد الحيتان السنامية و عجول الحيتان في مناطق عدة كرأس الأخضر وجزر أنوبان وساو تومي و برينسيب حتى 1940. أسبغ ذلك النشاط البحري تأثير سلبي على الحياة البحرية مسببا انقراض العديد من الكائنات المعرضة أصلا للانقراض مما استدعى اتخاذ خطوات للحد من تلك التأثير.
في عام 1885، بسط الإسبان نفوذهم على الأرض امتداد من 20 درجة شمالا (قرب الرأس الأبيض) حتى 26 درجة شمالا (قرب رأس بوجدور) وأصبحت تلك المستعمرة محمية تدار من جزر الكناري. لاحقا، استعمرت فرنسا الصحراء الغربية بما فيها رأس نواذيبو والذي استدعى إعادة رسم الحدود في مؤتمر عقد في 1900 حيث اتفقت فرنسا وإسبانيا على تقسيم شبه الجزيرة بجزء تابع للصحراء الإسبانية وآخر لمستعمرة غرب إفريقيا الفرنسية. لكن حاليا ما زال الخلاف قائم بين البوليزاريو والسلطات المغربية حيال تبعية الجزء الغربي.

## فقمة الراهب

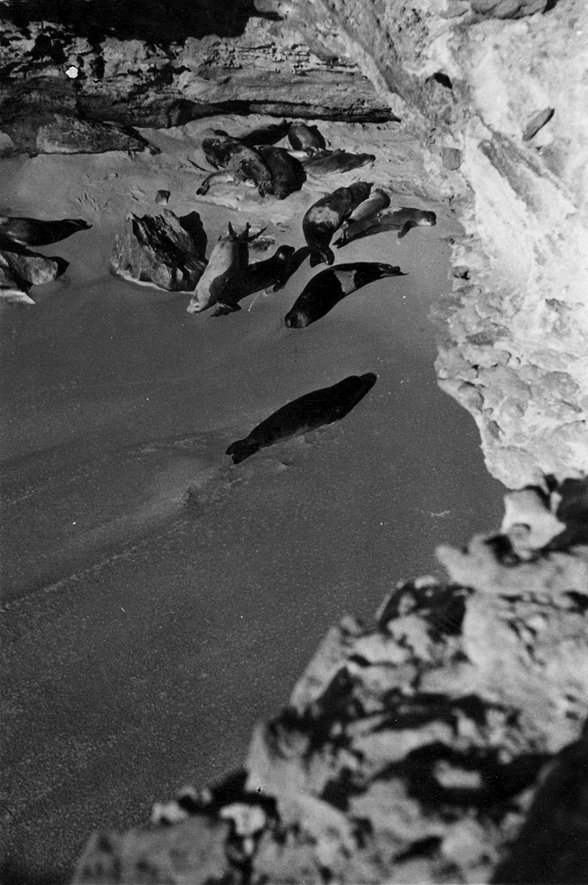
مستعمرة لفقمة الراهب في رأس نواذيبو1945

امتد وجود مستوطنات الفقمات عديمة الآذان و التي تعرف أيضا بفقمات الراهب المتوسطية على مدى شمال غرب المحيط الأطلسي وحتى مناطق واسعة من البحر الأبيض المتوسط والبحر الأسود. أيضا وجدت مستوطنات كثيرة قبالة سواحل جزر المتوسط وجزر الأطلسي كالكناري وماديرا وبورتو سانتو وايلا دسيرتاس حتى جنوبا و صولا إلى غامبيا وجزر الرأس الأخضر. ولكن اليوم لم يعد لأغلب تلك المستعمرات وجود وأصبح وجودها مقتصرا على شبه جزيرة نواذيبو والتي تعتبر المنطقة الوحيدة في العالم التي ما زالت تحتفظ على مستوطنة لفقمة الراهب.
في صيف عام 1997، انقرض ثلثى مجموع الفقمات في شبه الجزيرة جراء أسباب ما زالت مجهولة مما تسبب في تشكيل خطر محدق بالمستوطنة التي كانت أصلا تعاني من أعدادها المتناقصة. هناك العديد من الآراء تجاه تلك الظاهرة و لكن يحتمل أن يكون الانقراض المفاجئ سببه حمة الحصبة أو ازدهار الطحالب السامة ولكن مهما كانت الأسباب فإن تلك الموت المفاجئ لأعداد كبيرة من الفقمات يؤكد الوضع غير المستقر للمستوطنة. لقد قل عدد المفقمات منذ عام 1997 و يبقى العدد مهم بنسبة للمستوطنة حيث أن عدد الفقمات لم يزد بالمعدل المطلوب. حاليا يوجد 150 فقمة في رأس نواذيبو من أصل 310 في عام 1997 وخطر الانقراض الكامل ما زال مستمرا.